# Lifting Shadows (film)
Lifting Shadows er en amerikansk stumfilm fra 1920 af Léonce Perret.

## Medvirkende
- Emmy Wehlen som Vania
- Stuart Holmes som Clifford Howard
- Wyndham Standing som Hugh Mason
- Julia Swayne Gordon som Vera Lobanoff
- F. French som Gregory Lobanoff
- Rafael Bongini som Serge Ostrowski